# 参棕亚科
参棕亚科（學名：Mackinlayoideae）是一个植物亚科，有六个属，其中含有约67种。在APG II系统中，它被视为科级别的参棕科，但从那以后它被重新分类为伞形科的亚科。